# Golubie (Ełk)
Pour les articles homonymes, voir Golubie.
Golubie est un village polonais de la gmina d'Kalinowo, dans le powiat d'Ełk, voïvodie de Varmie-Mazurie, au nord-est du pays.
Il est situé à environ 22 km à l'est d'Ełk et à 144 km à l'est de la capitale régionale Olsztyn.